# Marcin Chomętowski
Marcin Ludwik Chomętowski herbu Lis (zm. w 1706 roku) – wojewoda bracławski od 1694 roku, wojewoda mazowiecki w 1704 roku, kasztelan żarnowski od 1680 roku, łowczy sandomierski od 1670 roku, starosta złotoryjski od 1685 roku, starosta drohobycki od 1696 roku, dyplomata.
Syn Stefana podczaszego bełskiego i Katarzyny Kochanowskiej. Żonaty z Anną Wierzbowską. Miał synów: Stanisława wojewodę mazowieckiego, hetmana polnego koronnego, Jakuba kasztelana czechowskiego, 
Studiował na Uniwersytecie w Padwie w 1664 roku. Poseł na sejm 1673 roku i sejm elekcyjny 1674 roku z województwa sandomierskiego. W 1674 roku był elektorem Jana III Sobieskiego z województwa sandomierskiego. 
W 1683 roku wyznaczony do pertraktacji pokojowych z Moskwą, w 1703 roku do ustalenia granicy z Turcją. Brał udział w wyprawach bukowińskiej w 1685 i mołdawskiej w 1686. Jego chorągiew pancerna wchodziła w skład pułku królewicza Jakuba Ludwika Sobieskiego. Poseł sejmiku województwa chełmińskiego na sejm konwokacyjny 1696 roku. Po zerwanym sejmie konwokacyjnym 1696 roku przystąpił 28 września 1696 roku do konfederacji generalnej. Stronnik Augusta II Mocnego i jego elektor w 1697 roku. 
Był członkiem konfederacji sandomierskiej 1704 roku.
Właściciel Jasieńca, części Broniowic i Gniazdkowa w powiecie radomskim. Ufundował kolegium jezuickie w Samborze.